# Neocyproidea otakensis
Neocyproidea otakensis är en kräftdjursart som först beskrevs av Charles Chilton 1900.  Neocyproidea otakensis ingår i släktet Neocyproidea och familjen Cyproideidae. Inga underarter finns listade i Catalogue of Life.